# Vijayapura

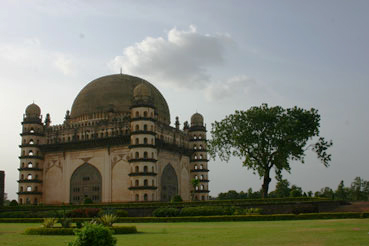
Gol Gumbaz i Vijayapura.

Vijayapura (äldre namn Bijapur) är en stad i den indiska delstaten Karnataka och är centralort i ett distrikt med samma namn. Folkmängden uppgick till 327 427 invånare vid folkräkningen 2011. Stadens namn ändrades officiellt från Bijapur till Vijayapura den 1 november 2014. I Vijayapura ligger mausoleet Gol Gumbaz, efter 1600-talsfursten Muhammed Adil Shah.